# ديف جونز (ملحن)
ديف جونز (بالإنجليزية: Dave Jones)‏ هو ملحن وطبال أمريكي، ولد في 26 نوفمبر 1961 في موريستاون في الولايات المتحدة.